# جون جوزيف غيليغان جونيور
جون جوزيف غيليغان جونيور (بالإنجليزية: John Joseph Gilligan, Jr.)‏ هو عسكري أمريكي، ولد في 17 يونيو 1923 في نيوآرك في الولايات المتحدة، وتوفي في 8 أغسطس 1942 في تولاغي في جزر سليمان.